# 200 mètres féminin aux Jeux olympiques d'été de 1996 (athlétisme)
Navigation
Barcelone 1992 Sydney 2000
L'épreuve du 200 mètres féminin aux Jeux olympiques de 1996 s'est déroulée les 31 juillet et 1er août 1996 au Centennial Olympic Stadium d'Atlanta, aux États-Unis.  Elle est remportée par la Française Marie-José Pérec.

## Faits marquants
45 concurrentes représentant 32 nations participent à l'épreuve.
La Jamaïcaine Merlene Ottey était une fois de plus favorite de l'épreuve, après avoir remporté le titre mondial en 1993 et en 1995. En 1995 elle avait battu en finale la Russe Irina Privalova, championne d'Europe en 1994, mais celle-ci déclare forfait pour les demi-finales. D'autre part, la tenante du titre olympique, l'Américaine Gwen Torrence, n'avait pu se qualifier lors des Sélections américaines.
C'est la Française Marie-José Pérec qui réalise le meilleur temps lors de chaque tour de qualification, successivement en 22 s 62, 22 s 24, puis 22 s 07 en demi-finale. Dans son sillage, Mary Onyali (22 s 16), Juliet Cuthbert (22 s 24) et Inger Miller (22 s 33) réalisent des temps rapides. Dans l'autre demi-finale, Ottey court en 22 s 08.
La Jamaïcaine prend la tête en finale, suivie à la mi-course de la Bahaméenne Chandra Sturrup. A ce stade Pérec n'est que 5e. De sa longue foulée, elle rattrape Ottey à 15 mètres de la ligne et gagne avec un mètre d'avance, la troisième place revenant à Mary Onyali. Marie-José Pérec réalise ainsi le doublé 200/400.

## Records avant compétition
Avant cette compétition, les records dans cette discipline étaient les suivants : 
| Record du monde  | Florence Griffith-Joyner (USA) | 21 s 34 | Séoul | 29 septembre 1988 |
| Record olympique | Florence Griffith-Joyner (USA) | 21 s 34 | Séoul | 29 septembre 1988 |

## Résultats

### Séries
Les 4 premières de chaque série et les 8 meilleurs temps parmi les autres concurrentes se qualifient pour les quarts de finale.

### Quarts de finale
Les 4 premières de chaque série se qualifient pour les demi-finales.
| Rang | Athlète                  | Pays                        | Temps   | Notes |
| ---- | ------------------------ | --------------------------- | ------- | ----- |
| 1    | Carlette Guidry-White    | États-Unis                  | 22 s 51 | Q     |
| 1    | Chandra Sturrup          | Bahamas                     | 22 s 81 | Q     |
| 3    | Melinda Gainsford-Taylor | Australie                   | 22 s 91 | Q     |
| 4    | Natallia Safronnikava    | Biélorussie                 | 23 s 15 | Q     |
| 5    | Sanna Hernesniemi        | Finlande                    | 23 s 38 |       |
| 6    | Monika Gachevska         | Bulgarie                    | 23 s 44 |       |
| 7    | Ameerah Bello            | Îles Vierges des États-Unis | 23 s 66 |       |
|      | Beverly McDonald         | Jamaïque                    | DNS     |       |

| Rang | Athlète           | Pays            | Temps   | Notes |
| ---- | ----------------- | --------------- | ------- | ----- |
| 1    | Merlene Ottey     | Jamaïque        | 22 s 61 | Q     |
| 2    | Galina Malchugina | Russie          | 22 s 69 | Q     |
| 3    | Melanie Paschke   | Allemagne       | 22 s 84 | Q     |
| 4    | Katerina Koffa    | Grèce           | 23 s 04 | Q     |
| 5    | Katharine Merry   | Grande-Bretagne | 23 s 17 |       |
| 6    | Savatheda Fynes   | Bahamas         | 23 s 26 |       |
| 7    | Yan Jiankui       | Chine           | 23 s 30 |       |
| 8    | Viktoriya Fomenko | Ukraine         | 23 s 44 |       |

| Rang | Athlète          | Pays               | Temps   | Notes |
| ---- | ---------------- | ------------------ | ------- | ----- |
| 1    | Marie-José Pérec | France             | 22 s 24 | Q     |
| 2    | Mary Onyali      | Nigeria            | 22 s 37 | Q     |
| 3    | Inger Miller     | États-Unis         | 22 s 57 | Q     |
| 4    | Cathy Freeman    | Australie          | 22 s 74 | Q     |
| 5    | Lucrécia Jardim  | Portugal           | 22 s 88 | NR    |
| 6    | Simmone Jacobs   | Grande-Bretagne    | 22 s 96 |       |
| 7    | Sandra Myers     | Espagne            | 23 s 20 |       |
| 8    | Heather Samuel   | Antigua-et-Barbuda | 23 s 54 |       |

| Rang | Athlète                 | Pays       | Temps   | Notes |
| ---- | ----------------------- | ---------- | ------- | ----- |
| 1    | Dannette Young          | États-Unis | 22 s 53 | Q     |
| 2    | Juliet Cuthbert         | Jamaïque   | 22 s 62 | Q     |
| 3    | Irina Privalova         | Russie     | 22 s 82 | Q     |
| 4    | Alenka Bikar            | Slovénie   | 22 s 89 | Q     |
| 5    | Myra Mayberry-Wilkinson | Porto Rico | 23 s 48 |       |
| 6    | Patricia Rodríguez      | Colombie   | 23 s 50 |       |
| 7    | Calister Ubah           | Nigeria    | 23 s 62 |       |
| 8    | Zhanna Pintusevich      | Ukraine    | 23 s 68 |       |

### Demi-finales
Les 4 premières de chaque série se qualifient pour la finale.
| Rang | Athlète               | Pays        | Temps   | Notes |
| ---- | --------------------- | ----------- | ------- | ----- |
| 1    | Marie-José Pérec      | France      | 22 s 07 | Q, WL |
| 2    | Mary Onyali           | Nigeria     | 22 s 16 | Q, NR |
| 3    | Juliet Cuthbert       | Jamaïque    | 22 s 24 | Q, SB |
| 4    | Inger Miller          | États-Unis  | 22 s 33 | Q     |
| 5    | Dannette Young        | États-Unis  | 22 s 49 |       |
| 6    | Cathy Freeman         | Australie   | 22 s 78 |       |
| 7    | Natallia Safronnikava | Biélorussie | 22 s 98 | NR    |
|      | Irina Privalova       | Russie      | DNS     |       |

| Rang | Athlète                  | Pays       | Temps   | Notes |
| ---- | ------------------------ | ---------- | ------- | ----- |
| 1    | Merlene Ottey            | Jamaïque   | 22 s 08 | Q, SB |
| 2    | Galina Malchugina        | Russie     | 22 s 35 | Q     |
| 3    | Chandra Sturrup          | Bahamas    | 22 s 54 | Q     |
| 4    | Carlette Guidry-White    | États-Unis | 22 s 56 | Q     |
| 5    | Melinda Gainsford-Taylor | Australie  | 22 s 76 |       |
| 6    | Melanie Paschke          | Allemagne  | 22 s 81 |       |
| 7    | Alenka Bikar             | Slovénie   | 22 s 82 | NR    |
| 8    | Katerina Koffa           | Grèce      | 23 s 20 |       |

### Finale
| Rang               | Athlète               | Pays       | Temps   | Notes |
| ------------------ | --------------------- | ---------- | ------- | ----- |
| Médaille d'or      | Marie-José Pérec      | France     | 22 s 12 |       |
| Médaille d'argent  | Merlene Ottey         | Jamaïque   | 22 s 24 |       |
| Médaille de bronze | Mary Onyali           | Nigeria    | 22 s 38 |       |
| 4                  | Inger Miller          | États-Unis | 22 s 41 |       |
| 5                  | Galina Malchugina     | Russie     | 22 s 45 |       |
| 6                  | Chandra Sturrup       | Bahamas    | 22 s 54 |       |
| 7                  | Juliet Cuthbert       | Jamaïque   | 22 s 60 |       |
| 8                  | Carlette Guidry-White | États-Unis | 22 s 61 |       |

## Légende
Records et Performances
- AR : Record continental (area record)
- CR : Record des championnats (championship record)
- MR : Record du meeting (meet record)
- NR : Record national (national record)
- OR : Record olympique (olympic record)
- PR : Record paralympique (paralympic record)
- PB : Record personnel (personal best)
- SB : Meilleure performance personnelle de la saison (season's best)
- WL : Meilleure performance mondiale de l'année (world leader)
- WJR : Record du monde junior (world junior record)
- WR : Record du monde (world record)

Circonstances et Conditions
- DNF : N'a pas terminé (did not finish)
- DNS : N'a pas pris le départ (did not start)
- DQ : Disqualification (disqualification)
- NM : Aucun essai valable enregistré (No Mark)
- Q : Qualifié « directement » au prochain tour (ou à la prochaine compétition), lors d'une compétition majeure, grâce au classement ou à la réalisation des minima (automatic qualifier)
- q : Qualifié au prochain tour (ou à la prochaine compétition), lors d'une compétition majeure, grâce au repêchage ou à la réalisation de l'une des meilleures performances parmi celles des « non qualifiés directement » (grâce au meilleur temps ou à la meilleure distance par exemple) (secondary qualifier)